# Терентьев, Андрей Анатольевич
Андре́й Анато́льевич Тере́нтьев (род. 31 марта 1948, Ленинград, СССР) — советский и российский буддолог, тибетолог, индолог, переводчик и книгоиздатель, специалист по философии джайнизма и буддийской иконографии Кандидат исторических наук. Один из авторов словарей «Мифологический словарь», «Буддизм. Словарь», «Индуизм. Джайнизм. Сикхизм» и «Религиоведение. Энциклопедический словарь», а также Большой Российской энциклопедии, «Энциклопедии религий» и «Философия буддизма. Энциклопедия». Автор единственного перевода на русский язык джайнского трактата «Таттвартха-адхигама-сутра»..

## Биография
Родился 31 марта 1948 года в Ленинграде.
Окончил английское отделение Ленинградского радиополитехникума.
Служил на Северном флоте.
В 1970 году поступил на философский факультет Ленинградского государственного университета и в 1975 году его окончил. Во время обучения на втором курсе Терентьевым было организовано «студенческое общество по изучению восточной философии, прежде всего индийской и китайской», в дальнейшем работавшее несколько лет. Приглашённым главой общества стал востоковед и буддолог В. И. Рудой. Кроме Терентьева, в данном обществе изучал восточную философию Е. А. Торчинов и некоторые другие студенты, ставшие впоследствии известными востоковедами.
В 1975 — 1988 годы — младший научный сотрудник Музея истории религии и атеизма.
Окончил аспирантуру при Музее истории религии и атеизма.
В 1978 году во время поездки в Бурятскую АССР нашёл себе духовного наставника и стал тайным буддистом.
В 1983 году в Институте востоковедения АН СССР защитил диссертацию на соискание учёной степени кандидата исторических наук по теме «„Таттвартха-адхигама-сутра“ Умасвати как древнейший источник постканонического джайнизма».
В 1983 году сотрудничал с "органами", (см.: "Keston Institute. Archives, 1983 - 2003")  был приставлен к Далай-Ламе, который нанёс визит в СССР.
В конце 1980-х годов выступил одним из создателей Ленинградского общества буддистов и способствовал возвращению буддистам дацана Гунзэчойнэй.
В 1990-е годы во время посещения России, Латвии и Литвы Далай-ламой XIV выступал в качестве его личного переводчика.
Был создателем и секретарём Санкт-Петербургского союза буддистов.
Создатель первого в России буддийского издательства «Нартанг».
В 1991 и 1994 годы — приглашённый сотрудник Абердинского университета.
Читал лекции в странах Евразии, а также в 1994—1995 годы Высшей религиозно-философской школе и в 2004 году в Санкт-Петербургском государственном университете.
В 1992 году основал журнал «Буддизм России», где является главным редактором.
С 2002 году стал исполняющим обязанности председателя Российского отделения международной организации «Фонд Далай-ламы».
В 2005—2008 годы — приглашённый профессор Центра буддологических исследований Гонконгского университета.
В 2007 и 2009 годы — преподаватель Международного буддийского колледжа в Таиланде.
Действительный член Международной тибетологической ассоциации.
Женат. Имеет троих детей.
Автор более ста статей и нескольких книг.
Сертифицированный учитель Фонда поддержания махаянской традиции (ФПМТ).

## Отзывы
Буддолог Е. А. Торчинов в 1992 году указывал, что статья Терентьева «Опыт унификации музейного описания буддийских изображений» в сборнике «Использование музейных коллекций в критике буддизма» (1981) является «ценной работой  по символике буддийской иконографии». Торчинов также отметил работу Терентьева по исследованию и переводу Сутры сердца и указал, что на тот момент Терентьев исследовал и популяризировал тибетский буддизм.

Кандидат философских наук, доцент кафедры истории и филологии Южной и Центральной Азии Института восточных культур и античности РГГУ, старший научный сотрудник отдела истории и культуры Древнего Востока Института востоковедения РАН, научный сотрудник сектора восточных философий Института философии РАН Н. А. Железнова отмечала, что:
Единственное исследование джайнской философии на русском языке — диссертация на соискание учёной степени кандидата исторических наук А. А. Терентьева «„Таттвартха-адхигама-сутра“ Умасвати как древнейший источник постканонического джайнизма», в которой автор проанализировал основные категории доктрины и перевёл трактат Умасвати, что внесло значимый вклад в изучение джайнизма.
Буддолог и директор Института востоковедения РАН В. П. Андросов, говоря об успехах мировой и российской буддологии в исследовании тантр, особо отмечал российских буддологов А. А. Терентьева и А. М. Стрелкова. Кроме того, Андросов указывал, что статья Терентьева «„Сутра сердца Праджняпарамиты“ и её место в истории буддийской философии» (1989) содержит «хороший перевод, комментарии и исследование» по данной сутре.
Тибетолог А. И. Андреев в своей рецензии отмечал, что фотоальбом «известного петербургского буддолога» Терентьева «Буддизм в России — царской и советской» является «совершенно уникальным изданием», включающим в себя «бесценный материал» для исследования общей истории тибетского буддизма и связанной с ней истории России.
Доктор исторических наук, ведущий научный сотрудник Института Наследия М. В. Монгуш в своей рецензии также указывала, что работа «Буддизм в России — царской и советской» является «уникальным фотоальбомом известного петербургского специалиста по истории буддизма и Тибета Андрея Анатольевича Терентьева». Монгуш охарактеризовала книгу, содержащую также и обзорную текстовую часть, как «всестороннее и глубокое историческое исследование» буддизма в России, к которому автор подошёл «чрезвычайно скрупулезно». Говоря о реакции на издание, Монгуш отметила, что книга «вызвала живой отклик в научных и общественных кругах страны».
Старший научный сотрудник ИВР РАН Ю. В. Болтач, положительно оценивая монографию «Сто восемь буддийских икон из собрания Института восточных рукописей РАН», научным консультантом по которой выступил Терентьев, также указала, что авторы книги при расшифровке символики и определении персонажей картин кроме тибетских текстов опирались на «фундаментальные европейские исследования по данной теме (работы К. М. Герасимовой, А. А. Терентьева, Д. Джексона, Р. Бира, Дж. Туччи и др.)».

## Научные труды

### Диссертации
- Терентьев А. А. „Таттвартха-адхигама-сутра“ Умасвати как древнейший источник постканонического джайнизма / Автореф. дисс. на соиск. учён. степ. канд. ист. наук. — М.: ИВ АН СССР, 1983. — 14 с.

### Монографии
- Лысенко В. Г., Терентьев А. А., Шохин В. К. Ранняя буддийская философия. Философия джайнизма. — М.: Издательская фирма «Восточная литература» РАН, 1994. — 384 с. — (История восточной философии). — 4000 экз. — ISBN 5-02-017770-9.

### Словари и энциклопедии
Мифологический словарь
- Терентьев А. А. Аддхалока // Мифологический словарь / гл. ред. Е. М. Мелетинский. — М.: Советская энциклопедия, 1990. — 672 с. — ISBN 5-85270-032-0.
- Терентьев А. А. Бхаванавасины // Мифологический словарь / гл. ред. Е. М. Мелетинский. — М.: Советская энциклопедия, 1990. — 672 с. — ISBN 5-85270-032-0.
- Терентьев А. А. Вайманика // Мифологический словарь / гл. ред. Е. М. Мелетинский. — М.: Советская энциклопедия, 1990. — 672 с. — ISBN 5-85270-032-0.
- Терентьев А. А. Видьядеви // Мифологический словарь / гл. ред. Е. М. Мелетинский. — М.: Советская энциклопедия, 1990. — 672 с. — ISBN 5-85270-032-0.
- Терентьев А. А. Видьядхара // Мифологический словарь / гл. ред. Е. М. Мелетинский. — М.: Советская энциклопедия, 1990. — 672 с. — ISBN 5-85270-032-0.
- Терентьев А. А. Виантара // Мифологический словарь / гл. ред. Е. М. Мелетинский. — М.: Советская энциклопедия, 1990. — 672 с. — ISBN 5-85270-032-0.
- Терентьев А. А. Девы и асуры // Мифологический словарь / гл. ред. Е. М. Мелетинский. — М.: Советская энциклопедия, 1990. — 672 с. — ISBN 5-85270-032-0.
- Терентьев А. А. Джина // Мифологический словарь / гл. ред. Е. М. Мелетинский. — М.: Советская энциклопедия, 1990. — 672 с. — ISBN 5-85270-032-0.
- Терентьев А. А. Джйотишка // Мифологический словарь / гл. ред. Е. М. Мелетинский. — М.: Советская энциклопедия, 1990. — 672 с. — ISBN 5-85270-032-0.
- Терентьев А. А., Волкова О. Ф. Калачакра // Мифологический словарь / гл. ред. Е. М. Мелетинский. — М.: Советская энциклопедия, 1990. — 672 с. — ISBN 5-85270-032-0.
- Терентьев А. А. Лешья // Мифологический словарь / гл. ред. Е. М. Мелетинский. — М.: Советская энциклопедия, 1990. — 672 с. — ISBN 5-85270-032-0.
- Терентьев А. А. Локантики // Мифологический словарь / гл. ред. Е. М. Мелетинский. — М.: Советская энциклопедия, 1990. — 672 с. — ISBN 5-85270-032-0.
- Терентьев А. А., Волкова О. Ф. Мадхьялока // Мифологический словарь / гл. ред. Е. М. Мелетинский. — М.: Советская энциклопедия, 1990. — 672 с. — ISBN 5-85270-032-0.
- Терентьев А. А. Мокша // Мифологический словарь / гл. ред. Е. М. Мелетинский. — М.: Советская энциклопедия, 1990. — 672 с. — ISBN 5-85270-032-0.
- Терентьев А. А. Нарака (дж.) // Мифологический словарь / гл. ред. Е. М. Мелетинский. — М.: Советская энциклопедия, 1990. — 672 с. — ISBN 5-85270-032-0.
- Терентьев А. А. Паршва // Мифологический словарь / гл. ред. Е. М. Мелетинский. — М.: Советская энциклопедия, 1990. — 672 с. — ISBN 5-85270-032-0.
- Терентьев А. А. Сиддхи (дж.) // Мифологический словарь / гл. ред. Е. М. Мелетинский. — М.: Советская энциклопедия, 1990. — 672 с. — ISBN 5-85270-032-0.
- Терентьев А. А. Урдхвалока // Мифологический словарь / гл. ред. Е. М. Мелетинский. — М.: Советская энциклопедия, 1990. — 672 с. — ISBN 5-85270-032-0.
- Терентьев А. А. Чакравартин (дж.) // Мифологический словарь / гл. ред. Е. М. Мелетинский. — М.: Советская энциклопедия, 1990. — 672 с. — ISBN 5-85270-032-0.

Буддизм. Словарь
- Терентьев А. А. Асана // Буддизм. Словарь. — М.: Республика, 1992. — 290 с. — ISBN 5-250-01657-X.
- Терентьев А. А. Бардо // Буддизм. Словарь. — М.: Республика, 1992. — 290 с. — ISBN 5-250-01657-X.
- Терентьев А. А. Дхарамсала // Буддизм. Словарь. — М.: Республика, 1992. — 290 с. — ISBN 5-250-01657-X.
- Терентьев А. А. В. П. Васильев // Буддизм. Словарь. — М.: Республика, 1992. — 290 с. — ISBN 5-250-01657-X.
- Терентьев А. А. Ваджраяна // Буддизм. Словарь. — М.: Республика, 1992. — 290 с. — ISBN 5-250-01657-X.
- Терентьев А. А. Буддийский храм в СПб // Буддизм. Словарь. — М.: Республика, 1992. — 290 с. — ISBN 5-250-01657-X.
- Терентьев А. А. Калачакра // Буддизм. Словарь. — М.: Республика, 1992. — 290 с. — ISBN 5-250-01657-X.
- Терентьев А. А. Мудра // Буддизм. Словарь. — М.: Республика, 1992. — 290 с. — ISBN 5-250-01657-X.
- Терентьев А. А. Панча Татхагата // Буддизм. Словарь. — М.: Республика, 1992. — 290 с. — ISBN 5-250-01657-X.
- Терентьев А. А. О. О. Розенберг // Буддизм. Словарь. — М.: Республика, 1992. — 290 с. — ISBN 5-250-01657-X.
- Терентьев А. А. Тантра // Буддизм. Словарь. — М.: Республика, 1992. — 290 с. — ISBN 5-250-01657-X.
- Терентьев А. А. Татхагата // Буддизм. Словарь. — М.: Республика, 1992. — 290 с. — ISBN 5-250-01657-X.
- Терентьев А. А. Тибетская «Книга мёртвых» // Буддизм. Словарь. — М.: Республика, 1992. — 290 с.
- Терентьев А. А. Шамбала // Буддизм. Словарь. — М.: Республика, 1992. — 290 с. — ISBN 5-250-01657-X.
- Терентьев А. А. Яб-юм // Буддизм. Словарь. — М.: Республика, 1992. — 290 с. — ISBN 5-250-01657-X.

Большая Российская Энциклопедия
- Терентьев А. А. Буддизм // Большая Российская Энциклопедия. — М.: Большая Российская энциклопедия, 2004. — Т. 1: Россия. — С. 239—242.

Религиоведение. Энциклопедический словарь
- Терентьев А. А. Мадхьямака // Религиоведение. Энциклопедический словарь / Сост. и общ. ред. А. П. Забияко, А. Н. Красников, Е. С. Элбакян. — М.: Академический проект, 2006. — С. 599—600.

Энциклопедия религий
- Терентьев А. А. Буддизм // Энциклопедия религий / Сост. и общ. ред. А. П. Забияко, А. Н. Красников, Е. С. Элбакян. — М.: Академический проект, 2008. — С. 203—212.
- Терентьев А. А. Шуньята // Энциклопедия религий / Сост. и общ. ред. А. П. Забияко, А. Н. Красников, Е. С. Элбакян. — М.: Академический проект, 2008. — С. 1442.

Философия буддизма. Энциклопедия
- Терентьев А. А., Кожевникова М. Бодонг // Философия буддизма. Энциклопедия. — М.: Издательская фирма «Восточная литература» РАН, 2012.
- Терентьев А. А. Буддизм в России // Философия буддизма. Энциклопедия. — М.: Издательская фирма «Восточная литература» РАН, 2012.
- Терентьев А. А. Ваджраяна // Философия буддизма. Энциклопедия. — М.: Издательская фирма «Восточная литература» РАН.
- Терентьев А. А. Гелуг // Философия буддизма. Энциклопедия. — М.: Издательская фирма «Восточная литература» РАН, 2012.
- Терентьев А. А. Далай-ламы // Философия буддизма. Энциклопедия. — М.: Издательская фирма «Восточная литература» РАН, 2012.
- Терентьев А. А. Ге[н]дун Чойпэл // Философия буддизма. Энциклопедия. — М.: Издательская фирма «Восточная литература» РАН, 2012.
- Терентьев А. А. Далай-лама XIV // Философия буддизма. Энциклопедия. — М.: Издательская фирма «Восточная литература» РАН, 2012.
- Терентьев А. А. Дхьяни-Будда // Философия буддизма. Энциклопедия. — М.: Издательская фирма «Восточная литература» РАН, 2012.
- Терентьев А. А. Калачакра // Философия буддизма. Энциклопедия. — М.: Издательская фирма «Восточная литература» РАН, 2012.
- Терентьев А. А. Мадхьямака // Философия буддизма. Энциклопедия. — Издательская фирма «Восточная литература» РАН, 2012.
- Терентьев А. А. Тантра // Философия буддизма. Энциклопедия. — М.: Издательская фирма «Восточная литература» РАН, 2012.
- Терентьев А. А., Лепехов С. Ю. Цонкапа // Философия буддизма. Энциклопедия. — М.: Издательская фирма «Восточная литература» РАН, 2012.
- Терентьев А. А. Шуньята // Философия буддизма. Энциклопедия. — М.: Издательская фирма «Восточная литература» РАН, 2012.

### Статьи
на русском языке
- Терентьев А. А. К вопросу об интерпретации религиозно-философских текстов джайнизма: «Найявада» // Тезисы конференции аспирантов и молодых сотрудников. История. Ч. 2. — М., 1977.
- Терентьев А. А. Съядвада – сущность джайнской методологии // Тезисы конференции аспирантов. История. Часть 2. — М., 1978. — С. 219—221.
- Терентьев А. А. Основы джайнской мифологии. — Проблемы изучения и критики религий Востока. — Л.: ГМИРиА, 1979. — С. 34—54.
- Терентьев А. А. К вопросу о каталогизации ламаистских коллекций в музеях СССР // Музеи в атеистической пропаганде. Сборник трудов / отв. ред. Р. Ф. Филиппова. — Л.: Ленуприздат, 1978. — С. 109—119.
- Терентьев А. А. Шамбала блистающая // Рериховские чтения. — Новосибирск, 1980.
- Терентьев А. А. Идентификация образов в тибетской буддийской иконографии. Часть 1. — Использование музейных коллекций в критике буддизма. — Л.: ГМИРиА, 1981. — С. 6—120.
- Терентьев А. А. Джайнское понимание природы человека. — Рериховские чтения. — Новосибирск, 1982.
- Терентьев А. А. Шамбала // Наука и религия. — 1983. — № 11. — С. 64—65.
- Терентьев А. А. На пути к компьютеризации отождествления буддийских изображений. — Бюллетень МАИКСА. — М., 1984. — Т. 6.
- Загумённов Б. И., Павлов С. Н., Терентьев А. А., Торчинов Е. А. Новое учебное пособие по истории религий Востока. По поводу книги Л. С. Васильева "История религий Востока (религиозно-культурные традиции и общество)". М.: Высшая школа, 1983. 368 с // Социально-философские аспекты критики религии. — Л., 1984. — С. 125—132.
- Терентьев А. А. К интерпретации логико-методологических схем индийской религиозной философии // Философские вопросы буддизма. — Новосибирск: Наука, 1984. — С. 59—72.
- Терентьев А. А. Западногерманские исследования иконографии северного буддизма // Народы Азии и Африки. — 1986. — № 5. — С. 184—192.
- Терентьев А. А. Исследования иконографии северного буддизма в ФРГ // Народы Азии и Африки. — 1990. — № 6. — С. 151—154.
- Терентьев А. А., Горовая О. Идентификация образов в тибетской буддийской иконографии, часть 2 // Научно-атеистические исследования в музеях. — Л.: ГМИРиА, 1987. — С. 107—133.
- Терентьев А. А. Некоторые проблемы классификации тибетских текстов. — Тезисы Всесоюзной буддологической конференции. — М., 1987. — С. 210—211.
- Терентьев А. А. Новые материалы по тибетской буддийской иконографии. — Тезисы Всесоюзной буддологической конференции. — 1987. — С. 211—214.
- Терентьев А. А., Корепанова Н. Идентификация образов в тибетской буддийской иконографии, часть 3 // Научно-атеистические исследования в музеях. — Л.: ГМИРиА, 1988. — С. 110—146.
- Терентьев А. А. Сутра сердца. Санскритский и тибетский тексты, перевод и комментарии // Буддизм. История и культура. — М.: Наука, 1989. — С. 4—21.
- Терентьев А. А., Кугевичус А. Срединный путь преподавания Дхармы // Дальневосточный буддизм. — СПб., 1992. — С. 33—36.
- Терентьев А. А., Горовая О. Идентификация образов в тибетской буддийской иконографии, часть 4 // Ритуал и ритуальный предмет. — СПб., 1995. — С. 74—119.
- Терентьев А. А. Прижизненная статуя Будды: проблемы подлинности // Философия, религия и культура стран Востока: Торчиновские чтения. Материалы научной конференции, 7-10 февраля 2007 г. — СПб.: Изд-во СПб университета, 2007. — С. 405—410.
- Терентьев А. А. Классификация тантр в буддийских традициях Тибета // Smaranam. Сборник статей памяти Октябрины Фёдоровны Волковой. — М.: Издательская фирма «Восточная литература» РАН, 2006. — С. 315—332.
- Терентьев А. А. „Зандан Жуу“ – вернуть статуе реликвии Будды! // Межконфессиональные отношения на рубеже тысячелетий. Материалы международной научно-практической конференции. — Улан-Удэ: Изд-во Бурятского государственный университета, 2007. — С. 303—313.
- Терентьев А. А. Прижизненная статуя Будды: проблемы подлинности // Философия, религия и культура стран Востока. (Материалы научной конференции "Четвёртые Торчиновские чтения", 7-10 февраля 2007 г.). — СПб.: Изд-во Санкт-Петербургского университета, 2007. — С. 405—410.
- Терентьев А. А. Буддизм в России: история и современность // Земля Ваджрапани. Буддизм в Забайкалье. — М.: изд. Феория/"Дизайн. Информация. Картография", 2008. — С. 14—27.
- Терентьев А. А. Досточтимый Жимба-Жамсо Цыбенов // Земля Ваджрапани. Буддизм в Забайкалье. — М.: изд. Феория/"Дизайн. Информация. Картография", 2008. — С. 326—329.
- Терентьев А. А. Сандаловый Будда и его судьба в России // Земля Ваджрапани. Буддизм в Забайкалье. — М.: изд. Феория/"Дизайн. Информация. Картография", 2008. — С. 446—453.
- Терентьев А. А. Буддизм: как вписать его в определение религии? // СВЕЧА – 2013. Том 23. Религия, religio и религиозность в региональном и глобальном измерении. (Международная конференция «Религия и религиозность в локальном и глобальном измерении» 30-31.10.2013, Владимир, ВлГУ). — С. 218—225.
- Терентьев А. А. «Трансформация сознания – трансформация мира»: в чём близки позиции буддизма и квантовой механики? // Метаморфозы. Седьмая международная востоковедная конференция (Торчиновские чтения) 22 – 25 июня 2011 г. Часть первая. — Санкт-Петербург: Философский факультет СПбГУ, 2013. — 279-285 с.
- Терентьев А. А. О книге Я. Комаровского «Видение единства. Новая интерпретация йогачары и мадхьямаки ‘золотым пандитом’ Шакья Чокденом» // История философии. — 2015. — Т. 20, № 2. — С. 166—171.
- Терентьев А. А. Тибетский спор о «двух истинах» и квантово-механическая концепция Эверетта-Менского // Oriental Studies (Вестник КИГИ РАН). — Элиста: Калмыцкий научный центр РАН, 2019. — № 3 (43). — С. 423—440. — ISSN 2619-0990.

на других языках
- Terentyev A. A. On the Shambhala Image // Buddhists for Peace. — 1983. — Т. 5, № 2. — С. 49—51.
- Terentyev A. A. Material on New Discoveries in Tibetan Iconography // The Tibet Journal. — 1989. — Т. 14, № 3.
- Terentyev A. A. Logical and Methodological Schemes of Indian Religious Philosophy and their interpretation // History of Indian Philosophy. A Russian Viewpoint / Ed. by M. Stepanyants. — New Delhi: Indian Council of Philosophical Research, 1993. — P. 16—32. Reprint 2011.
- Terentyev A. A. Tibetan Buddhism in Russia // The Tibet Journal. — 1996. — Т. XXI, № 3. — С. 60—70.
- Terentyev A. A. Buddhismus in Russland // Ursahe und Wirkung. — 2003.
- Terentyev A. A. Udayana Buddha Statue: Its Fate in Russia // Buddhist and Pali Studies in Honour of The Venerable Professor Kakkapalliye Anuruddha. — Hong Kong: Centre of Buddhist Studies of the University of Hong Kong, 2009. — С. 473—500.
- Terentyev A. A. Alkhana, a Buryat Sacred Valley of Śrī Cakrasamvara, and its Creator Namnane Lama Janchub Tsultim, (1825-1897) // Tantrik Literature and Culture. Hermeneutics & Expositions. Proceedings of the 6th International Csoma de Körös Symposium. Kolkata/Santiniketan. March, 2009 / Ed. by Andrea Loseries. — Delhi: Buddhist World Press, 2013.
- Terentyev A. A. -Meeting of the Buddhist and Scientific Approaches // International Conference on Buddhism and Society. January 13-15, 2013. — Sarnath: Central University of Tibetan Studies, 2013. — С. 11—22.
- Terentyev A. A. Contiguity of Parallel Worlds: Buddhist and Everett's // NeuroQuantology. — 2013. — Т. 11, № 1. — С. 123—128.

### Рецензии
на русском языке
- Терентьев А. А. Цултим. Искусство Монголии. Улан-Батор: Госиздат. 1983 (рецензия) // Народы Азии и Африки. — 1984. — № 5. — С. 203—205.

на других языках
- Terentyev A. A. Ikonographie und Symbolik des Tibetischen Buddhismus. Herausgegeben von Klaus Sagaster. Otto Harrassowitz. Wiesbaden. Bande A, B. 1985, 1986 (review) // Indo-Iranian Journal. — 1990. — Т. 33, № 3. — С. 209—214.
- Terentyev A. A. Bande C. D // Indo-Iranian Journal. — 1991. — Т. 34.
- Terentyev A. A. The Ngor Mandalas of Tibet. Plates. Published by bSod nams rgya mtsho and Musashi Tachikawa. The Centre for East Asian Cultural Studies, Tokyo, 1989 (review) // Indo-Iranian Journal. — 1993. — № 36. — С. 373—374.
- Terentyev A. A. Five Hundred Buddhist Deities, compiled by Musashi Tachikawa, Masahide Mori, Shinobu Yamaguchi. National Museum of Ethnology, Senri Ethnological Reports 2, Soak, 1995 // Indo-Iranian Journal. — 1996. — Т. 39. — С. 165—166.

### Научная редакция
- Доржиев А. Занимательные заметки: Описание путешествия вокруг света (Автобиография) / Агван Доржиев; Пер. с монг. А. Д. Цендиной; Транслит., предисл., коммент., глоссарий и указ. А. Г. Сазыкина и А. Д. Цендиной. Отв. ред. А. А. Терентьев. — М.: Издательская фирма «Восточная литература» РАН, 2003. — 160 с. — (Памятники письменности Востока. СХХХIII). — 1000 экз.
- Видения буддийского ада / Предисл., пер., трансл., прим. и глосс. А. Г. Сазыкина. Отв. ред. А. А. Терентьев. — СПб.: Нартаг, 2004. — 256 с.
- Сто восемь буддийских икон из собрания Института восточных рукописей РАН / Авт. сост.: А. В. Зорин, М. Б. Иохвин, Л. И. Крякина. Под общ. ред. А. В. Зорина. Науч. конс. А. А. Терентьев. — СПб.: Петербургское востоковедение, 2013. — 240 с.

## Научно-популярные труды

### Книги
- Терентьев А. А. Определитель буддийских изображений. — СПб.: Нартаг, 2004. — 304 с. — 1000 экз. — ISBN 5-901941-11-X.
- Терентьев А. А. Сандаловый Будда раджи Удаяны. — СПб.: Нартаг, 2010. — 112 с. — 1000 экз. — ISBN 978-5-901941-25-6.
- Терентьев А. А. Буддизм в России — царской и советской. — СПб.: Нартаг, 2014. — 484 с. — 1000 экз. — ISBN 978-5-901941-39-3.

### Статьи
- Терентьев А. А. Учитель // Священный Байкал. № 0. Улан-Удэ, 1993.
- Терентьев А. А. Асахара и Далай-лама? // Буддизм России. № 23, весна 1995. С.30-31.
- Терентьев А. А. Досточтимый Жимба-Жамсо Цыбенов. Некролог // Буддизм России. № 24, осень 1995. С. 34-37.
- Терентьев А. А., Гриб А. Космос древних джайнов // Арьяварта. СПб. 1996. С. 224—234.
- Терентьев А. А. Мистические причины оккупации Тибета // Буддизм России. № 26. Осень 1996. С.55-58.
- Терентьев А. А. Буддизм в России // Диа-Логос: Религия и общество. 1998—1999. М.: «Истина и жизнь». 1999, с. 517—541
- Терентьев А. А. Вопросы Парибка и буддийский номинализм // Буддизм России. № 34 (2001). С. 64-66.
- Терентьев А. А. Краткий очерк истории буддизма в России // Буддизм России, № 36-38. 2003—2004.
- Терентьев А. А. Да не был Иисус в Индии… (рец. на кн. Gȕnter Grönbold. Jesus in Indien. Die Ende einer Legende. Mȕnchen, 1985.) // Буддизм России, № 39/2005. С. 178—179.
- Терентьев А. А. «Сострадательная» экономика: труды Станислава Меньшикова // Буддизм России, № 39/2005. С. 181.
- Терентьев А. А. Учитель Агвана Доржиева // Буддийская традиция: история и современность. Юбилейные чтения, посвященные 150-летию со дня рождения Агвана Лобсана Доржиева. СПб., 2005. Сс.77-80.
- Терентьев А. А. Учитель Агвана Доржиева. Сандаловый Будда. // Буддизм России. № 41/2008. С.39-41 и 102—112.

## Переводы и редакция
- Луц У.[англ.], Михаэльс А.[англ.]. Иисус или Будда. Жизнь и учение в сравнении. — М.: Библейско-богословский институт святого апостола Андрея, 2005. — 232 с. — (Диалог). — ISBN 5-89647-125-4.
- Далай-лама XIV. Буддизм Тибета / составитель и редактор. — СПб.: Нартанг, 1991.
- Далай-лама XIV. Свобода в изгнании / переводчик и редактор. — СПб.: Нартанг, 1992.
- Берзин А. Тибетский буддизм: история и перспективы развития. — М.: Традиционная медицина, 1992.
- Далай-лама XIV. Один и четыре / редактор. — СПб.: Нартанг, 1993.
- Чже Цонкапа. Большое руководство к этапам Пути Пробуждения / редактор. — 2-е, исправленное издание в двух томах. — СПб.: Нартанг, 2007. Je Tsong-kha-pa. Lam-rim chen-mo. Tr. from the Tibetan into Russian by A. Kugevicius. Forward by H.H. the Dalai Lama. Vols.I-5. St.-Petersburg, Narthang, 1994—2000
- Тибет. Правда, основанная на фактах / редактор. — М., 1994.
- Геше Джампа Тинлей. Шаматха / переводчик, в соавтостве с М. Кожевниковой. — СПб.: «Ясный Свет», 1995.
- Далай-лама XIV. Сострадание и всеобщая ответственность / редактор. — М., 1995.
- Лама Сопа. Преобразование проблем в радость / редактор. — СПб.: Нартанг, 1995.
- Лама Сопа. Вкус Дхармы / редактор. — СПб.: Нартанг, 1996.
- Терентьев А. А. Двадцать одна хвала Таре. // Литература Востока в средние века / перевод с санскр. и комм.. — М.: Изд-во МГУ, 1996. — С. 263—267.
- Терентьев А. А. Шестиразовая йога // Буддизм России. — 1996. — № 25. — С. 8—14.
- Тензин Гьяцо, 14-й Далай-лама. Мир тибетского буддизма / перевод с Б. Лаврентьевым и М. Кожевниковой и редактирование. — СПб.: Нартанг, 1996.
- Терентьев А. А. Шри Умасвати Вачака. Таттвартха-адхигама-сутра // М.Т. Степанянц. Восточная философия. — М.: Издательская фирма «Восточная литература» РАН, 1997. — С. 136—150. (reprint: Шри Умасвати Вачака. Таттвартха-адхигама-сутра / М. Т. Степанянц. Восточная философия. М.: Издательская фирма «Восточная литература» РАН, 2001 pages 148—161.)
- Тубтен Чодрон. Открытое сердце, ясный ум. — СПб.: Нартанг, 1999.
- Духовное родство: сб. статей / пер. с англ.. — СПб.: Нартанг, 1999.
- Далай-лама XIV. Моя страна и мой народ. — СПб.: Нартанг, 2000.
- Дильго Кхенце. Отвага прозрения. — СПб.: Нартанг, 2000.
- Далай-лама XIV. Союз блаженства и пустоты. — СПб.: Нартанг, 2000.
- Далай-лама XIV. Этика для нового тысячелетия. — СПб.: Нартанг, 2001.
- Лобсан Чойки Гьялцен. Ритуал почитания Учителя. Шестиразовая йога. — СПб.: Нартанг, 2002.
- Берзин А. Опора на духовного учителя: построение здоровых отношений. — СПб.: Нартанг, 2002.
- Берзин А. Принятие посвящения Калачакры. — СПб.: Нартанг, 2002.
- Дхарма в Австрии / сборник переводов с тиб. яз. — СПб.: Нартанг, 2002.
- Кожевникова М. Повесть об Учителе: Бакула Ринпоче в России. — СПб.: Нартанг, 2003.
- Шакабпа. Политическая история Тибета. — СПб.: Нартанг, 2003.
- Бадмажапов Ц. Г. Иконография Ваджраяны. — М.: Дизайн. Информация. Картография, 2003.
- Агван Доржиев. Занимательные заметки. Описание путешествия вокруг света / Пер. с монг. А. Цендиной. — М.: Издательская фирма «Восточная литература» РАН, 2003.
- Далай-лама XIV. Ответственность и добросердечие. — СПб.: Нартанг, 2004.
- Андреев А. Храм Будды в Северной столице. — СПб.: Нартанг, 2004.
- Кирти Ценшаб Ринпоче. Велосипед и машина, или как сочетать практику ступеней порождения и завершения // Буддизм России. — 2004. — № 38. — С. 35—38.
- Сутра золотистого света (Арья Суварнапрабхаса уттама сутра) / Пер. с тиб. А. Кугявичус. — 2005. Архивировано 28 марта 2010 года.
- Двойная сутра. (Арья Сангхата-сутра) / Пер. с тиб. А. Кугявичуса. — 2006.
- Андреев А. И. Тибет и Россия. — СПб.: Изд-во СПбГУ и Нартанг, 2006.
- Донг Лобсан Даргье. Путь блистательного мудреца (Жизнеописание Кирти Ценшаба Ринпоче) / Пер. с тиб. А. Кугявичуса под. ред. А. Терентьева. — СПб.: Нартанг, 2006.
- Далай-лама XIV. Сила сострадания. — М.: Открытый мир, 2006.
- Чже Цонкапа. Последовательное руководство к глубокому пути шести учений Наропы "Обладающее троичной надёжностью" / Пер. с тиб. А Кугявичуса. — СПб.: Нартанг, 2007.
- Патрул Ринпоче. Слова моего несравненного Учителя. — СПб.: Изд-е А. Терентьева, 2007.
- Шехов В. Дзэн и подлинное душевное здоровье. — СПб.: изд-е А.Терентьева, 2008.
- Далай-лама. Буддизм Тибета. — М.: Эксмо, 2009.
- Кузьмин С. Л. Скрытый Тибет. История независимости и оккупации. — СПб.: Изд-е А.Терентьева, 2010.
- Дост. Дхаммадипа. Лекции по Йогачарабхуми // Буддизм России. — 2010. — № 43. — С. 14—25.
- Сознание в буддизме и в квантовой физике // Буддизм России. — 2010. — № 43. — С. 39—67.
- Чже Цонкапа. Большое руководство к этапам Мантры (Нагрим Ченмо). Том 1-3. — СПб.: Изд-е А. Терентьева, 2011.
- Молитва Луипинской линии передачи Шри Чакрасамвары. (bde mchog luipa’i lugs bla brgyud gsol ‘debs) // Его Святейшество Далай-лама XIV. Учения для буддистов России – 2011. — Дхарамсала, 2011. — С. 72—75.
- Арья Нагарджуна. Объяснение бодхичитты и практика Гухьясамаджи. — СПб.: Изд-е А. Терентьева, 2011.
- Будда в юрте. — Munich: Hirmer Verlag, 2011.
- Терентьев А. А. Умасвати. Таттвартха-адхигама-сутра (пер. с санскр. и комм.) // Свет Дхармы. Антология традиционной индийской философии. — СПб.: Амфора, 2013.
- Шантаракшита. Украшение срединности (Мадхьямака-аламкара). С комментарием автора / Пер. с тиб. А. Кугявичуса под общей редакцией А. Терентьева. — М.: Фонд «Сохраним Тибет», 2015. — 144 с.
- Шантидева. Собрание практик (Шикшасамуччая) / Пер. с тиб. А. Кугявичуса под общей редакцией А. Терентьева. — М.: Фонд «Сохраним Тибет», 2014. — 536 с.
- Чже Цонкапа. Сокращённое руководство к этапам пути пробуждения (Средний Ламрим) / Пер. с тиб. А. Кугявичуса под общей редакцией А. Терентьева. — М.: Фонд «Сохраним Тибет», 2015. — 656 с.
- Sinitsyn F. 'Red Storm'. The Soviet State and Buddhism in 1917—1946 / Ed. by A.Terentyev. — St.-Petersburg: Andrey Terentyev and 'Save Tibet' Foundation, 2013. — 528 p.